# Possjolok imeni Morosowa
Possjolok imeni Morosowa (russisch Посёлок и́мени Моро́зова; übersetzt Morosow-Siedlung) ist eine Siedlung städtischen Typs in der Oblast Leningrad (Russland) mit 10.350 Einwohnern (Stand 1. Januar 2024).

## Geographie
Die Siedlung liegt etwa 40 km östlich des Zentrums der Oblasthauptstadt Sankt Petersburg. Sie befindet sich am rechten Ufer Abflusses der Newa aus dem Südende des Ladogasees, gegenüber der Stadt Schlüsselburg.
Possjolok imeni Morosowa gehört zum Rajon Wsewoloschski und befindet sich gut 20 km ostsüdöstlich von dessen Verwaltungszentrum Wsewoloschsk. Es ist Sitz der Stadtgemeinde Morosowskoje gorodskoje posselenije, zu der außerdem die fünf kleinen Dörfer Gannibalowka (3 km nördlich), Koschkino (1,5 km östlich), Reswych (6 km südwestlich), Scheremetjewka (1,5 km südlich) und Tschornaja Retschka (7 km südwestlich) sowie die Siedlung Dunai (5 km westlich) gehören, alle mit weniger als 40 Einwohnern (2010).

Nicht erhaltene Peter-Pauls-Kirche, erbaut 1904 bis 1907
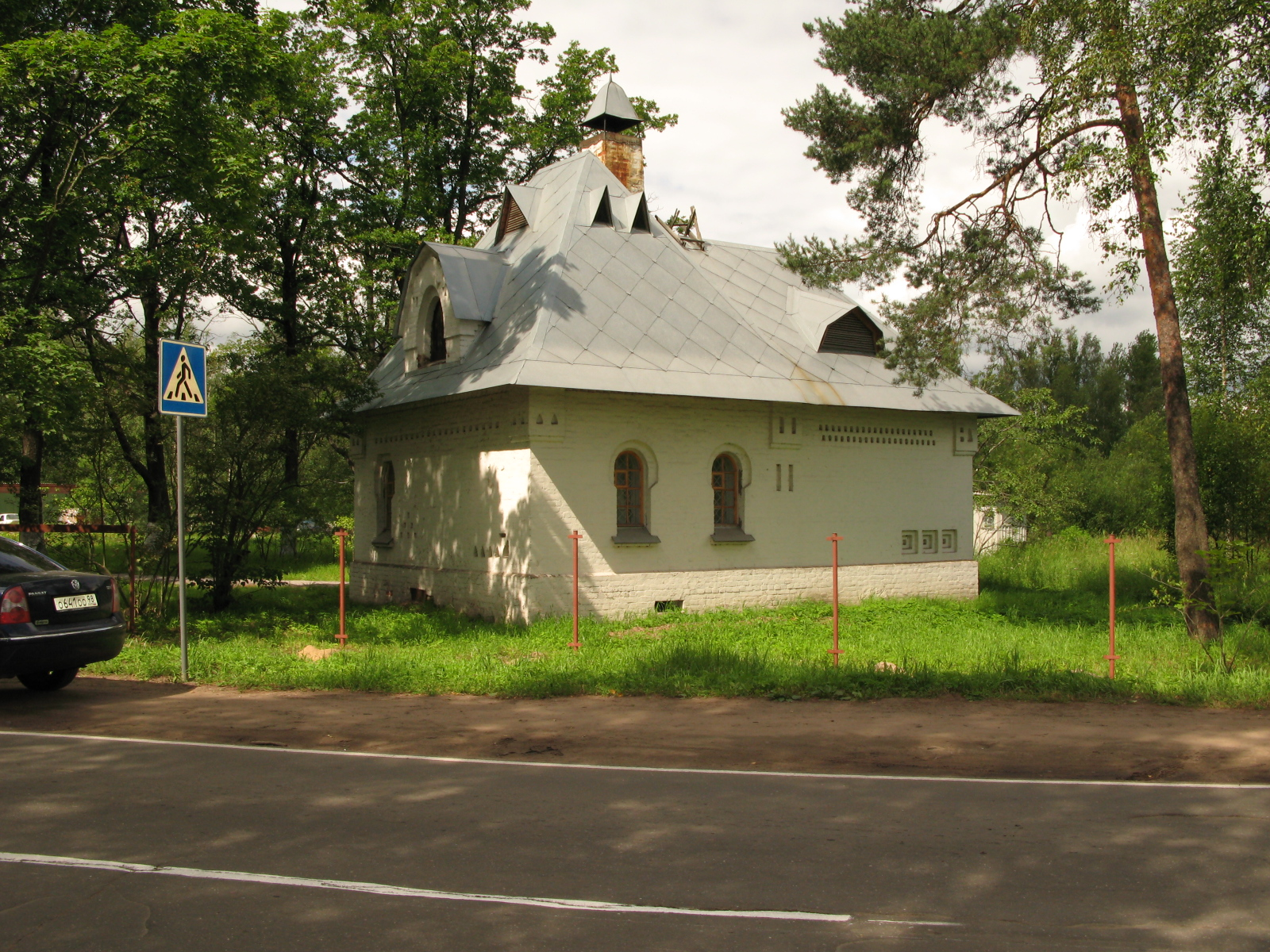
Wärterhaus der Kirche von 1910
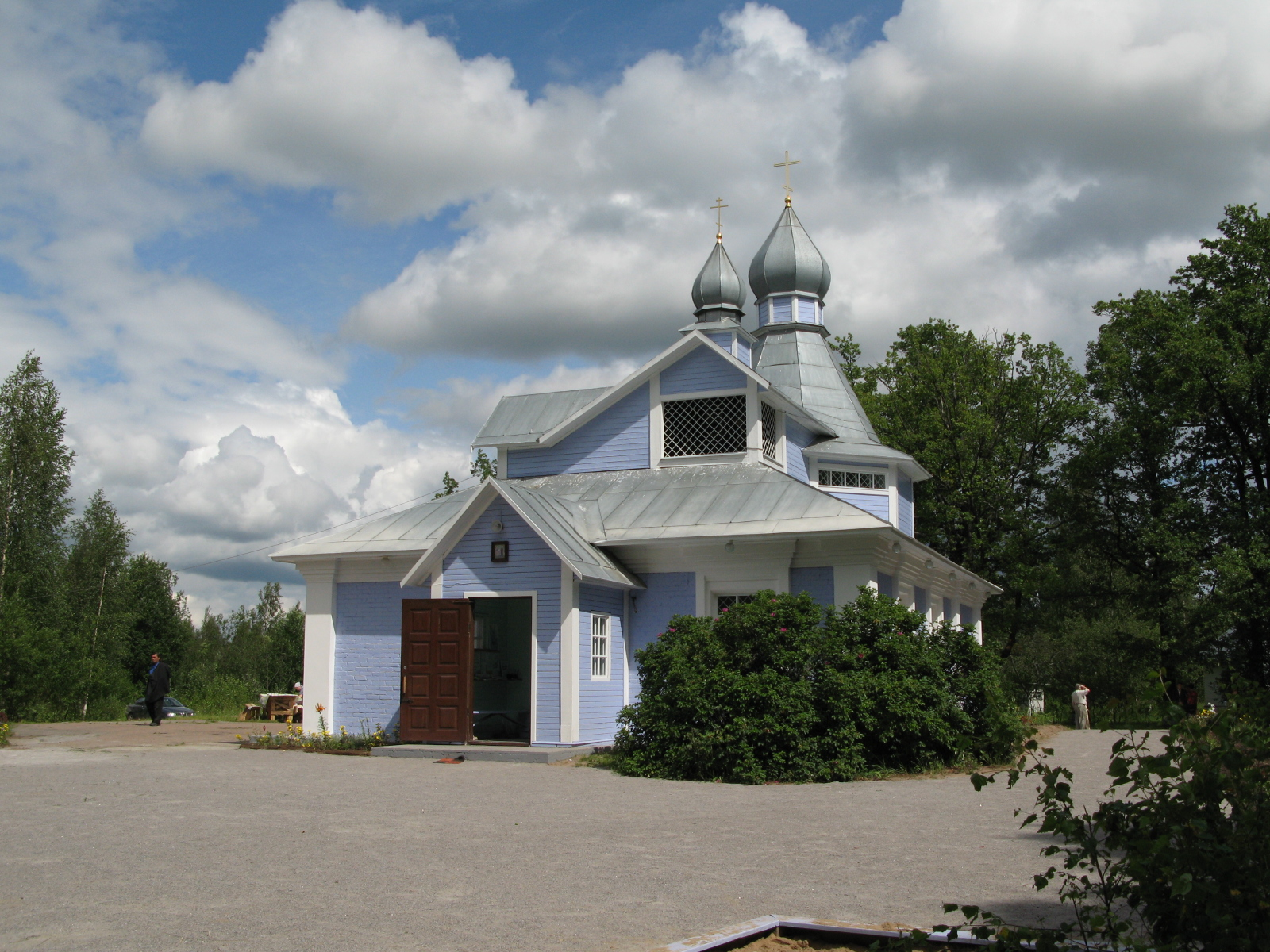
Peter-Pauls-Kirche von 1993
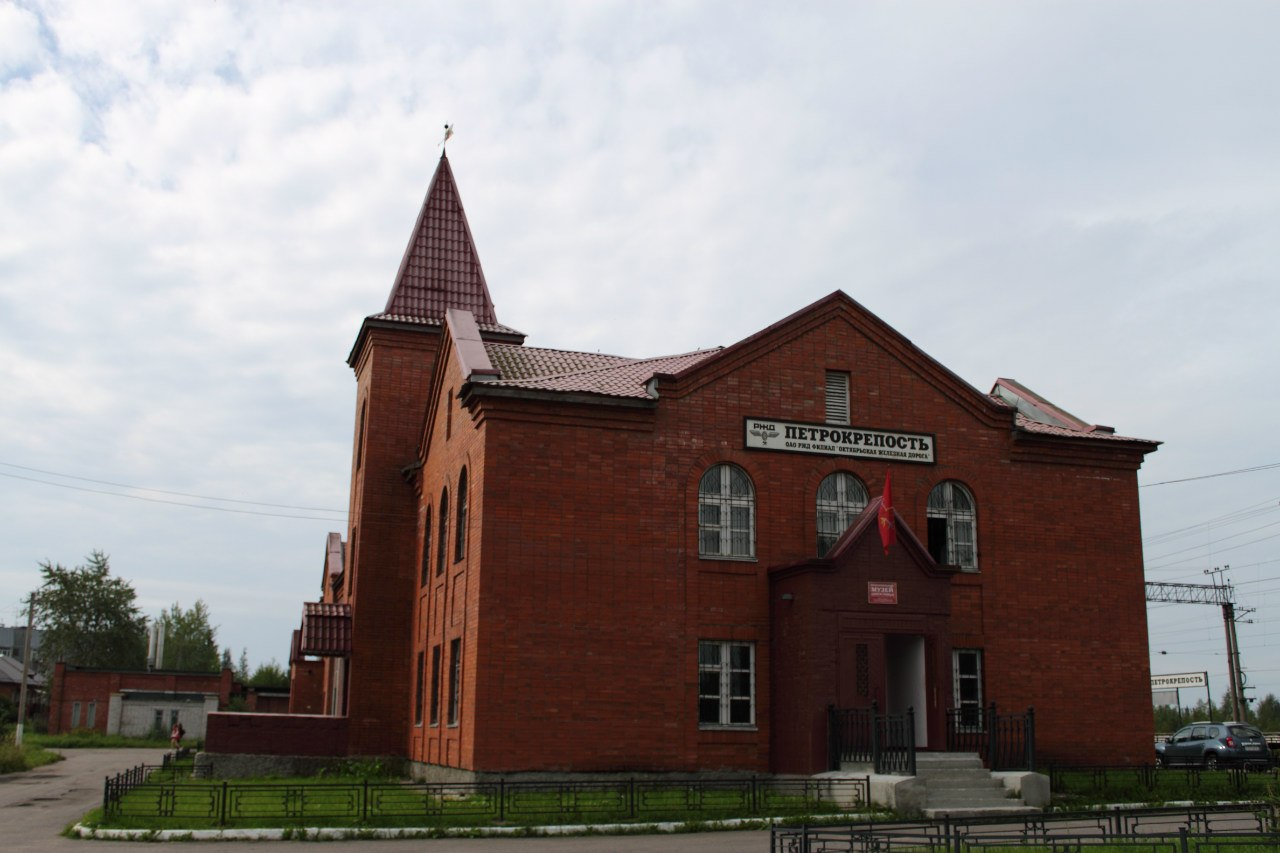
Bahnhof Petrokrepost
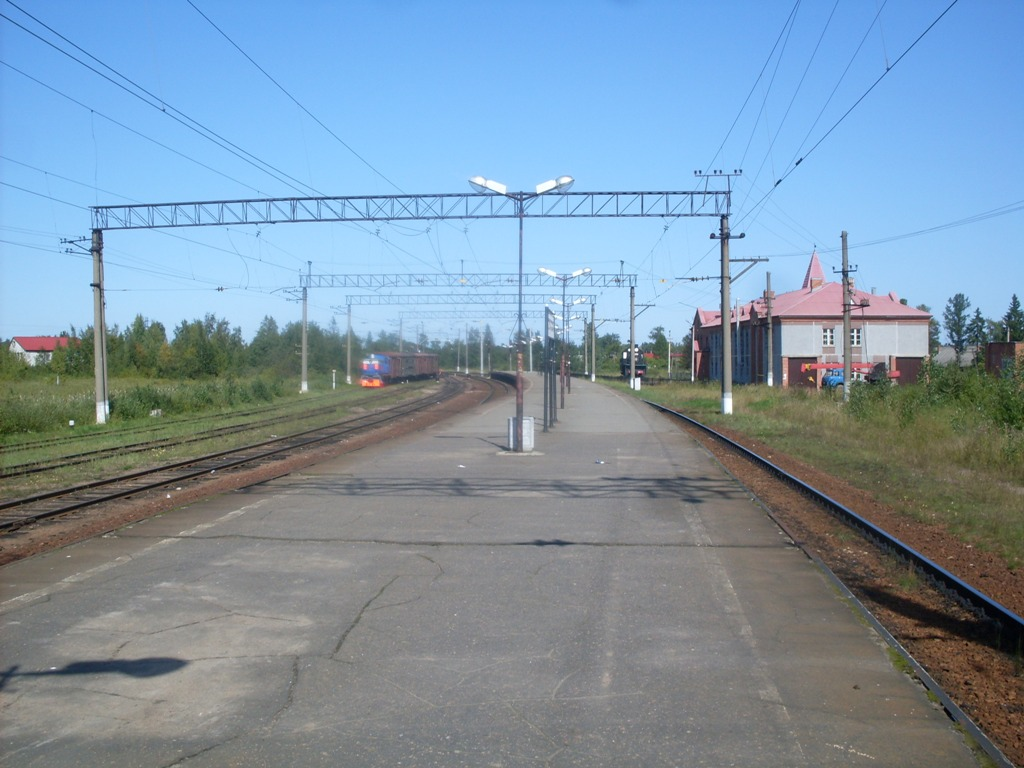
Bahnhof Petrokrepost
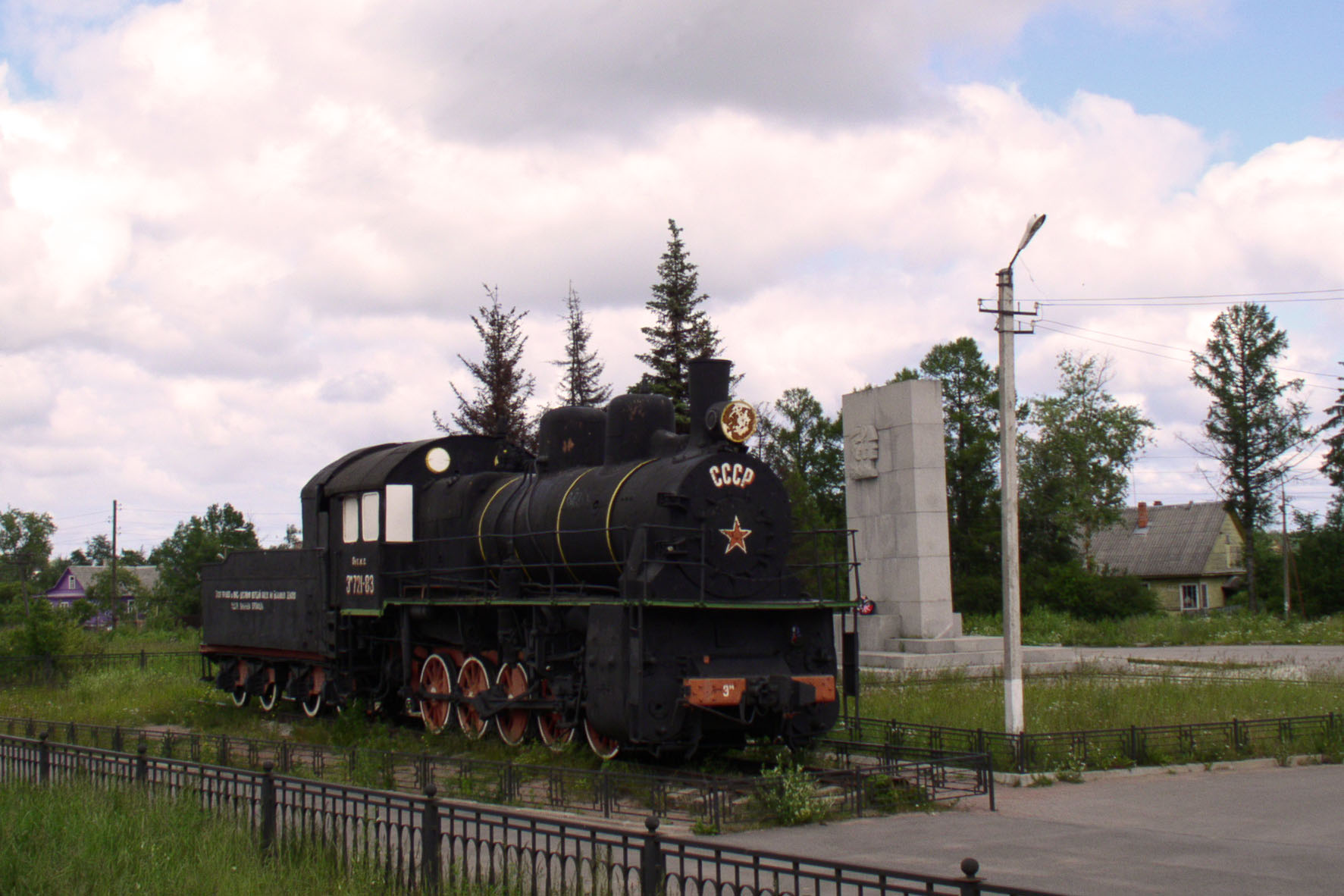
Monument Stalnoi put („Stählerner Weg“) mit Dampflokomotive der Baureihe ЭМ

## Geschichte
1882 wurde auf Ländereien, die dem Baron W. von Rennenkampff gehörten, mit der Errichtung des Schlüsselburger Schießpulverwerkes begonnen. Ende 1883 nahm das Werk die Produktion auf, und 1884 wurde die zugehörige Siedlung gegründet, die zunächst nach dem nahen Dorf Scheremetjewka Scheremetjewski sawod (Scheremetjew-Werk), später offiziell auch Possjolok Schlisselburgskich porochowych sawodow („Siedlung der Schlüsselburger Schießpulverwerke“) genannt.
1922 erhielt das Werk – noch zu dessen Lebzeiten – den Namen des Revolutionärs Nikolai Morosow (Sawod imeni Morosowa; „Morosow-Werk“), ebenso die Siedlung, die seit 1927 den Status einer Siedlung städtischen Typs besitzt.
Im Zweiten Weltkrieg besetzte die deutsche Wehrmacht am 8. September 1941 das am jenseitigen Newa-Ufer gelegene Schlüsselburg, womit Possjolok imeni Morosowa für die Zeit der Leningrader Blockade in unmittelbare Frontnähe geriet. Nach dem Zurückdrängen der Wehrmacht aus Schlüsselburg durch die Rote Armee am 12. Januar 1943 und der folgenden Beendigung der Blockade wurde in kürzester Zeit eine Bahnstrecke nach Schlüsselburg gebaut und von dort eine provisorische Eisenbahnbrücke über die Newa nach Possjolok imeni Morosowa errichtet, um über die von dort nach Leningrad führende Bahnstrecke die Stadt zu versorgen.

### Bevölkerungsentwicklung
| Jahr | Einwohner |
| ---- | --------- |
| 1926 | 4.811     |
| 1939 | 10.783    |
| 1959 | 8.936     |
| 1970 | 9.560     |
| 1979 | 11.104    |
| 1989 | 12.347    |
| 2002 | 10.677    |
| 2010 | 10.873    |

Anmerkung: Volkszählungsdaten

## Sehenswürdigkeiten
An Stelle der im Zweiten Weltkrieg zerstörten Peter-Pauls-Kirche (церковь Петра и Павла, zerkow Petra i Pawla) des Pulverwerkes von 1904 bis 1907 wurde 1993 eine neue, gleichnamige Kirche errichtet. Ein Wärterhaus der alten Kirche von 1910 ist erhalten.
Bei der Bahnstation Petrokrepost befindet sich das Monument Stalnoi put („Stählerner Weg“) zur Erinnerung an den Bau der Bahnstrecke nach Leningrad 1943.
Auf einer Insel in der Newa am Abfluss des Ladogasees zwischen Possjolok imeni Morosowa und Schlüsselburg liegt die 1323 gegründete Festung Oreschek (1612–1702 schwedisch als Nöteborg), die von beiden Newa-Ufern per Schiff erreicht werden kann.

## Wirtschaft und Infrastruktur
Bei Possjolok imeni Morosowa befinden sich der Haltepunkt 21 km und der Bahnhof Petrokrepost („Petersfestung“, Name von Schlüsselburg in der sowjetischen Periode ab 1944) an der bis Petrokrepost 1896 und weiter 1929 eröffneten und seit 1967 elektrifizierten Bahnstrecke Melnitschny Rutschei (in Wsewoloschsk) – Newskaja Dubrowka (in der Siedlung Dubrowka). Es besteht Vorortzugverkehr zum Finnischen Bahnhof von Sankt Petersburg.
Über die Regionalstraße 41A-189 (früher A128) ist die Siedlung an die etwa 9 km südwestlich vorbeiführende und dort die Newa kreuzende föderale Fernstraße R21 Kola (früher M18) angebunden. Nach Norden führt die Straße weiter in einem großen Bogen um Sankt Petersburg, bis sie – auf dem letzten Stück als 41K-097 – Selenogorsk am Finnischen Meerbusen erreicht.